# Rocca di Baiedo
Le château des Rocca di Baiedo (Castello della Rocca di Baiedo en italien)  est une ancienne forteresse située près du hameau éponyme dans la commune de Pasturo, province de Lecco, en Lombardie, Italie.

## Histoire
Probablement fortifiée dès l’époque romaine, sa première mention dans les sources historiques remonte à l’année 975, lorsqu’elle est citée dans un parchemin comme « castrum qui dicitur Baliade ». Vers la fin du Xe siècle, le château était la propriété de la comtesse de Lecco, Ferlenda.. Au XIIe siècle, il passa sous le contrôle de la famille Della Torre, qui le conserva jusqu’en 1335, lorsque Azzone Visconti l’incorpora dans ses possessions, avec toute la vallée. En 1447, lors de l’invasion vénitienne de la Valsassina et du siège de Lecco, la Rocca di Baiedo fut occupée par les Vénitiens qui contrôlaient les routes commerciales de la vallée jusqu’en 1452, date à laquelle ils furent chassés par Francesco Sforza après un an de siège. À la fin du XVe siècle, un projet d’agrandissement du château, proposé par Léonard de Vinci dans le Codex Atlanticus, fut réalisé par Simone Arrigoni. Cependant, en 1513, le château fut détruit lors d’une révolte populaire contre les troupes françaises qui l’occupaient.
Désormais, la Rocca di Baiedo se présente comme un ensemble de ruines, mais conserve le charme et le mystère de son histoire ancienne.

### Personnage notable
Dans son journal du Codex Atlantique (Feuillet 41 b verso), Leonardo da Vinci cite Simone Arrigoni di Baiedo qui a obtenu du roi de France Louis XII le domaine de la Valsassina et Mandello del Lario. Simone Arrigoni di Baiedo était un noble chevalier qui a reçu sa mission de Louis XII de France. Il a été condamné à mort car il cherchait à gouverner librement sans prêter allégeance au roi et à s’approprier également Lierna. Des émissaires puissants et secrets de Milan ont contribué à son élimination.